# フェルナンド・ウリベ
フェルナンド・ウリベ・インカピエ（スペイン語: Fernando Uribe Hincapié、1988年1月1日 - ）は、コロンビアの元サッカー選手。元コロンビア代表。現役時代のポジションはFW。

## クラブ歴

### 初期
アトレティコ・ウイラの下部組織出身で2003年にトップチームに昇格。4月24日に15歳3ヶ月23日でカテゴリア・プリメーラAで初得点を記録し、コロンビアプロサッカー史上最年少記録を打ち立てた。この年はレギュラーであったものの、その後は起用されなかった。
そのため、2005年12月にカテゴリア・プリメーラBのヒラルドットFCに移籍。しかし起用は散発的であった。2008年に同カテゴリのコルトゥルアに移籍したが、8月25日に1得点をあげたのみであった。
2009年にデポルティーボ・ペレイラに移籍し、カテゴリア・プリメーラAに復帰。アペルトゥーラでは無得点であったが、クラウスーラではハットトリックを含めて8得点を記録した。

### オンセ・カルダス
2010年1月にオンセ・カルダスに移籍。移籍後初出場となった同月31日の試合ではハットトリックを達成したが、4-3で敗北した。同年はハットトリックを合計3回し、24得点のキャリアハイを記録した。

### キエーヴォ
2011年1月20日に、セリエAのACキエーヴォ・ヴェローナに4年契約で移籍、自身初の海外挑戦となった。3月6日にダヴィデ・マンデッリに代わって投入されてイタリアデビュー。5月9日に移籍後初得点。

### アトレティコ・ナシオナル
2012年7月23日に、4年契約でアトレティコ・ナシオナルに移籍し、コロンビアに復帰。移籍後2試合目で得点を記録した。
2014年6月27日、買取オプションつきの1年契約でミジョナリオスFCに期限付き移籍。9月28日には1試合で4得点を記録した。

### トルーカ
2015年6月23日、リーガMXのデポルティーボ・トルーカFCに3年契約で移籍。7月25日に移籍後初出場。29日にはコパ・メヒコでハットトリック。9月13日にはハットトリックを達成した。

### フラメンゴ
2018年6月26日に4年契約でカンピオナート・ブラジレイロ・セリエAのCRフラメンゴに移籍。7月19日にマルロス・モレノとの交代で初出場。29日に初得点を記録した。しかし翌年はガビゴル、ブルーノ・エンヒキの加入によって出場機会が大きく減少した。

### サントス
2019年5月30日に同リーグのサントスFCに2022年末までの契約で移籍。3日後に初出場を記録した。

### ミジョナリオス
2021年1月18日、ミジョナリオスFCに復帰した。

## 代表歴
2010年8月11日に行われたボリビア代表戦でカルロス・バッカに代わって出場しコロンビア代表初出場。